# Babice (województwo mazowieckie)
Babice – wieś sołecka w Polsce, położona w województwie mazowieckim, w powiecie garwolińskim, w gminie Trojanów.
| SIMC    | Nazwa          | Rodzaj  |
| ------- | -------------- | ------- |
| 0692340 | Babice-Kolonia | kolonia |

W latach 1975–1998 miejscowość administracyjnie należała do województwa siedleckiego.
Wierni Kościoła rzymskokatolickiego należą do parafii św. Bartłomieja Apostoła w Korytnicy.
W Babicach urodził się Szymon Fornal (1898–1926), kawaler Orderu Virtuti Militari.